# Fundación Unión Atlético Maracaibo
El Fundación Unión Atlético Maracaibo, o simplemente FundaUAM, es un club de fútbol de Venezuela, con sede en la ciudad de Maracaibo, Estado Zulia. Fue fundado el 16 de enero de 2001 y actualmente milita en la Tercera División de Venezuela.

## Historia
Su constitución jurídica fue realizada bajo el concepto de Fundación sin fines de lucro, por lo que todas sus actividades van en pro del desarrollo integral de sus jugadores, sin manejar presupuestaria ni financieramente aportes de instancias públicas o de gobierno. 
Es necesario destacar que la inversión deportiva deriva del aporte de sus asociados y de las empresas que colaboran y complementan los proyectos colectivos de nuestros beneficiarios. 
Antes de la pandemia  mundial la escuela contaba con más de 700 jugadores que desde hace más de 10 años han venido luciendo una gestión formativa reconocida no sólo en Maracaibo sino a nivel nacional e internacional. Hemos participado en Torneos nacionales e internacionales. Fuimos anfitriones del I Y II Mundialito realizado en Maracaibo en los años 2007 y 2008 con la participación de más de 15 clubes de talla mundial.
También participamos en Torneos reconocidos a nivel mundial como la Copa Tahuichi en Bolivia (2008), Copa Disney Cup (2010), Dana Cup ( Dinamarca – 2012), Norway Cup ( Noruega – 2012), en BA Cup (Argentina-2014),  Torneo de Patriotas del Caribe en Colombia (Barranquilla-2013), en Uruguay al Dpto deFlores, y Torneo Internacional Soccer de Brasil (2012). Fuimos por invitación a medirnos en equipos como el INTER y AC MILAN (2012).  A nivel nacional somos parte de torneos como los de Martin Polar, donde fuimos varias años consecutivos campeones absolutos (Caracas y Valencia), Torneo de la Escuela Emeritense (Mérida), Sefarti Cup (Valencia), la Academia de José Manuel Rey (Lara), en el Torneo de Hermandad Gallega (Valencia ), Mineros Cup (Puerto Ordaz-2016) y los Torneos de la Federación Venezolana de Futbol (FVF), que es la máxima competencia oficial nacional a nivel de divisiones menores, donde somos FUNDADORES del Torneo y  estamos clasificados entre los cuatro (4) mejores clubes a nivel de Venezuela  y donde participan más de 120 clubes nacionales.
 Así mismo, nos hemos convertido en una de las principales canteras para los equipos profesionales de la región y a nivel nacional, inclusive para la selección VINOTINTO, en categorías juveniles y adultos. 
De nuestro club Fundauam han salido jugadores de talla  nacional e internacional como Rony Maza (club actual de 1.ª División Trujillanos FC, Hugo Gómez (club actual de 3.ª División Petroleros del Zulia), Richard Celis (club actual de 1.ª División FK Senica – Eslovenia), Cristopher Camilli (divisiones menores Italia), David  González (club de Tenerife- España), Darwin Chacón (equipo de 1.ª división Atlético Venezuela), Juan Chourio (equipo actual de 2.ª división TITANES FC),  David Rambal (equipo de 1.ª división Atlético Venezuela), Eliezer Gómez,  Manuel Arteaga (equipo actual de 2.ª división AROUCA – Portugal), Tomas Barboza (Club Dinamo Houston-Usa), Albert Cabrera ( equipo actual de 1.ª división Palestino Fc de Chile), entre otros.
Por lo que es importante resaltar que el objetivo final y ÚNICO  de FUNDAUAM  es el desarrollo del futbol de MENORES, y estamos registrados e inscritos en la Federación Venezolana de Futbol (FVF), ante la Asociación de FUTBOL del estado Zulia (AFEZ) y ante los órganos asociados de esta disciplina en el ámbito regional y nacional. 
En estos años de trayectoria futbolística esta escuela también ha ganado en infraestructura, entrenamos en cancha  propia con instalaciones idóneas y bien ubicadas en una arteria vial importante de la ciudad, como lo es la Av. El Milagro, la cual cuenta con estacionamiento propio, camerinos y las medidas de cancha establecida por FIFA.  
Cabe mencionar que el Club deportivo UAM el cual fue fundado en enero de 2001, fue bandera emblema en Maracaibo con una extensa fanaticada por sus trofeos y participaciones en Copa Libertadores de América (2004 al 2007)  siendo el equipo venezolano en la década pasada que más campeonatos ganó en poco tiempo. Este club se ganó el sentido de pertenencia, pasión y sentimiento de miles de fanáticos que fueron marcando rumbo en logros y éxitos como fue la obtención de la primera estrella del futbol venezolano (2004-2005) en Copa Libertadores.
En este orden de ideas es importante resaltar que buscando la inclusión social, tenemos jugadores becados tanto en el nivel Escuela como Selección participando activamente, sin contar todo el trabajo mancomunado que realizamos con los colectivos organizados y consejos comunales, así como el poder popular organizado, de la mano con el semillero de la patria hemos promocionado y colaborado en actividades comunitarias como clínicas deportiva, torneos y planes vacacionales.
Finalmente, cabe destacar que cada día niños y jóvenes se acercan a la escuela buscando una oportunidad de ser parte de sus categorías menores, e involucrados con el ideal propio de la escuela, sus valores e identidad, estamos comprometidos con la idea de hacer patria y la excelencia del futbol con vehemencia y solidaridad humana.

## Uniforme
- Uniforme titular: Camiseta azul y mitades en forma vertical y horizontal, pantalón azul y medias azul.
- Uniforme visitante: Camiseta blanca y franjas horizontales y verticales en rojo y azul, pantalón azul y medias blancas.

## Datos del Club
- Temporadas en Tercera División: 2 2023- .

## Palmarés

### Títulos Locales
- Torneo de la Escuela Emeritense (1)
- Sefarti Cup (1)
- la Academia de José Manuel Rey (1)
- Torneo de Hermandad Gallega (1)
- Mineros Cup (1): 2016